# Sulfat de potasiu
Sulfatul de potasiu este o sare a potasiului cu acidul sulfuric cu formula chimică K2SO4.